# Oude Sint-Lambertuskerk

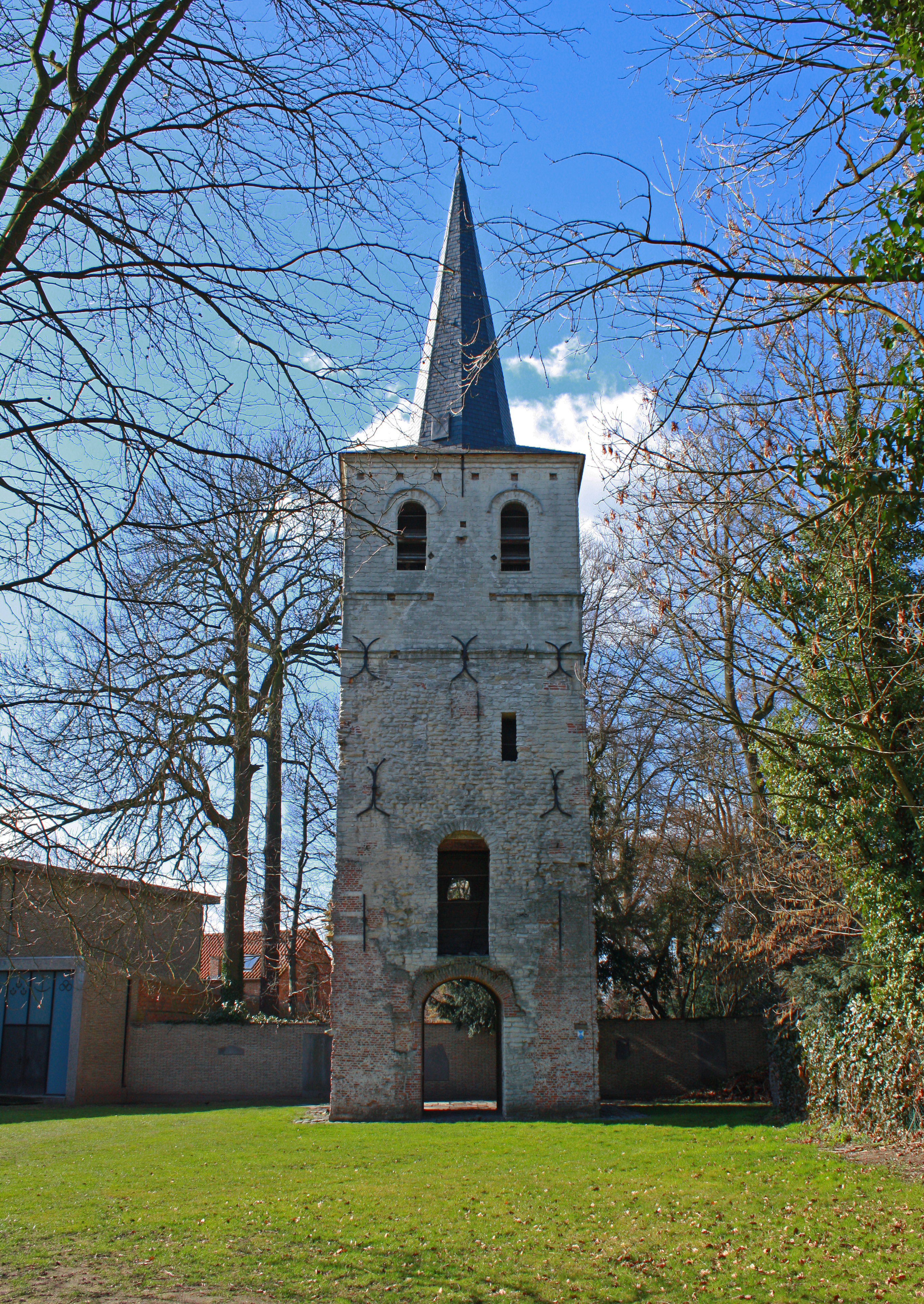
Sint-Lambertustoren

De Oude Sint-Lambertuskerk is een voormalig kerkgebouw in de tot de Antwerpse gemeente Mechelen behorende plaats Muizen, gelegen aan Muizen-Dorp.
Van deze kerk is de toren behouden gebleven.

## Geschiedenis
Uit archeologisch onderzoek, uitgevoerd in 1949, werd de voorgeschiedenis van de kerk duidelijk. In de 8e of 9e eeuw was er een houten kerk, een stenen centraalbouw kwam in de 10e eeuw tot stand. Dit betrof een min of meer cirkelvormige ruimte, vergelijkbaar met een Karolingisch kerkgebouw. Omstreeks 1500 werd de centraalbouw afgebroken en vervangen door een eenbeukig gotisch kerkje, waarbij de toren, de traptoren en het koor van de oudere kerk behouden bleven. Het eenbeukig kerkje werd geleidelijk uitgebreid tot een driebeukige kerk. De Staatse troepen vernielden de kerk in 1578 en in 1625 was de herbouw van de kerk voltooid. In november 1944 werd de kerk vernietigd door een V1. De toren bleef echter bewaard. Aanvankelijk wilde men de kerk op de oorspronkelijke plaats herbouwen maar, gezien de uitzonderlijke archeologische waarde van de site, heeft men de nieuwe Sint-Lambertuskerk iets verderop gebouwd.

## Toren
Het betreft een alleenstaande toren op rechthoekige plattegrond die enigszins breed naar beneden uitloopt. Ook de toren werd door de Staatsen vernield en in 1625 hersteld en verhoogd van 11 tot 17 meter. Omdat de toren scheef begon te staan werden in 1735 steenberen aangebracht die in 1862 nog verstevigd werden. In 1988 werd de toren geconserveerd.